# NGC 4906
NGC 4906 (другие обозначения — ZWG 160.253, DRCG 27-118, PGC 44799) — эллиптическая галактика (E3) в созвездии Волосы Вероники.
Этот объект входит в число перечисленных в оригинальной редакции «Нового общего каталога».
В галактике вспыхнула сверхновая SN 2012O типа Ia, её пиковая видимая звездная величина составила 15,5.